# Patrijzenbos
Het Patrijzenbos, in de volksmond het Geboortebos genoemd, is een bos van 5,5 hectare gelegen aan de Kuurnsestraat in de Belgische gemeente Lendelede. Het Patrijzenbos grenst aan de oude steenbakerij Vandeputte en is zelf aangeplant op klei van een zeer hoge kwaliteit.
Het bos werd aangeplant op de oude landerijen van de hoeve Verkamer, die door de gemeente in 1999 werden aangekocht. De oude schuur werd omgebouwd tot technische ruimte en de hoeve zelf werd volledig afgebroken en er werd een, door de gemeente uitgebate, polyvalente ruimte "De Huis Camer" gebouwd die in november 2024 geopend werd.